# Ljubow Borissowna Chawkina
Ljubow Borissowna Chawkina (russisch Любовь Борисовна Хавкина; * 12. Apriljul. / 24. April 1871greg. in Charkow; † 2. Juni 1949 in Moskau) war eine russisch-sowjetische Bibliothekswissenschaftlerin, Bibliografin und Hochschullehrerin.

## Leben
Chawkinas jüdischer Vater Boris Wladimirowitsch Chawkin studierte Medizin an der Universität Charkow mit Abschluss 1874 und führte dann in Charkow seinen Verlag für medizinische Literatur, in dem auch seine Übersetzungen deutscher medizinischer Literatur erschienen. Chawkinas Mutter arbeitete als Feldscherin. Chawkina unterrichtete nach dem Besuch des Mädchengymnasiums ab 1888 an der von Chrystyna Altschewska gegründeten Sonntagsschule.
1891 organisierte Chawkina mit anderen die erste kostenlose Bibliothek. Im selben Jahr trat sie in die Charkower Öffentliche Bibliothek ein, in der sie mit Unterbrechungen bis 1918 arbeitete. 1898–1901 studierte sie Bibliothekswissenschaft an der Humboldt-Universität zu Berlin. Sie besuchte die Weltausstellung Paris 1900, wo sie die Ideen und Methoden der von Melvil Dewey gegründeten American Library Association kennenlernte. Neben ihrer Bibliotheksarbeit studierte sie an der Charkower Musikschule Musiktheorie. 1903 gründete und leitete sie in der Charkower Öffentlichen Bibliothek die erste Musikabteilung für Abonnenten in russischen frei zugänglichen Bibliotheken. Auch veröffentlichte sie in Charkower Zeitungen Musiküberblicke und -rezensionen. Auf der Liège International – 1905 erhielt sie eine Goldmedaille für ihr Buch über Organisation und Technik von Bibliotheken. 1911 erschien ihr Führer durch einige Bibliotheken, für den sie zum Ehrenmitglied der Russischen Bibliografischen Gesellschaft gewählt wurde und der bis 1930 in sechs Auflagen erschien.
Neben ihrer Arbeit in Charkow organisierte Chawkina 1912 in Moskau an der Städtischen Moskauer Schanjawski-Volksuniversität die ersten Kurse für Bibliothekare in Russland, die 1913 eröffnet wurden und in denen sie selbst lehrte. 1914 wurde sie in Charkow in den Bibliothektsvorstand gewählt. Im selben Jahre lernte sie auf einer USA-Reise (New York City, Chicago, Kalifornien, Honolulu) und in Japan die Organisation der dortigen Bibliotheken kennen. Auf der Grundlage ihrer Erfahrungen und der Prinzipien Charles Cutters legte sie für die Anordnung der Bücher in Bibliothektsregalen und -katalogen Tabellen an, die als Chawkina-Tabellen in russischen Bibliotheken immer noch benutzt werden. 1916 organisierte sie mit anderen den Gründungskongress der Russischen Bibliotheksgesellschaft, auf dem sie zur Vorstandsvorsitzenden gewählt wurde (bis 1921).

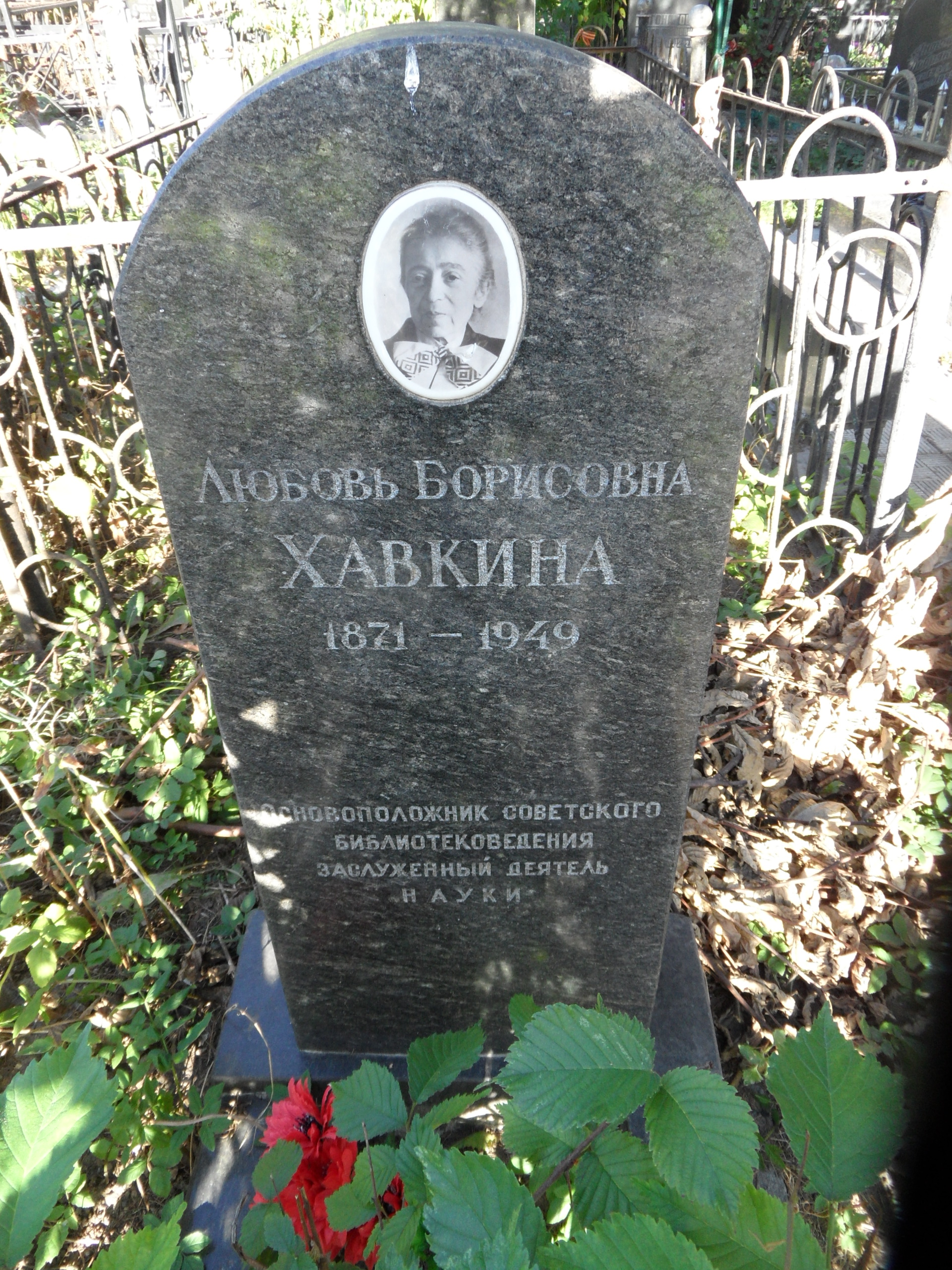
Ljubow Chawkinas Grab auf dem Moskauer Miusskoje-Friedhof

Nach der Oktoberrevolution veröffentlichte Chawkina 1918 ihre Arbeit über Bücher und Bibliotheken, in der sie sich gegen die Verwendung der Bibliotheken im Parteienkampf wendete. Als die Städtische Moskauer Schanjawski-Volksuniversität aufgelöst wurde, blieb die Abteilung für Bibliothekswesen unter Chawkinas Leitung erhalten. Sie wurde 1920 das von Chawkina geleitete Forschungskabinett für Bibliothekswissenschaft. Dieses Kabinett war die Basis des 1930 mit Unterstützung Nadeschda Konstantinowna Krupskajas gegründeten Moskauer Bibliotheksinstituts mit Henrietta Karlowna Derman als erster Direktorin, das 1964 das Moskauer Staatliche Kultur-Institut, 1994 die Moskauer Staatliche Kultur-Universität und 1999 die Moskauer Staatliche Universität für Kultur und Kunst wurde, um 2014 in Moskauer Staatliches Kultur-Institut umbenannt zu werden.
1928 ging Chawkina in Pension. Sie arbeitete weiter bibliothekswissenschaftlich. Mit ihrer Beherrschung von zehn Sprachen betätigte sie sich auch als Fremdsprachenberaterin. 1949 kurz vor ihrem Tod wurde sie für ihr Buch über Kataloge ohne Verteidigung einer Dissertation zur Doktorin der pädagogischen Wissenschaften promoviert.

## Ehrungen, Preise
- Ehrenzeichen der Sowjetunion (1945)
- Verdiente Wissenschaftlerin der RSFSR (1945)